# سیارک ۳۵۴۸

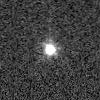
نمایی از سیارک ۳۵۴۸

سیارک ۳۵۴۸ (به انگلیسی: 3548 Eurybates، نامگذاری:1973SO) سه هزار و پانصد و چهل و هشتمین سیارک کشف شده‌است که در ۱۹ سپتامبر ۱۹۷۳ کشف شد.
قدر مطلق سیارک برابر ۹٫۵۰ است.